# Franz von Paumgarten
El barón Franz von Baumgarten o Paumgarten (conocido en España como Barón Bomgarda) fue un diplomático alemán al servicio de Maximiliano II Emanuel, Elector de Baviera y gobernador de los Países Bajos españoles desde 1692 a 1702.

## Biografía
Pertenecía a una de las familias nobles más importantes de Baviera.
Fue gentilhombre del Maximiliano II Emanuel, y era su enviado en La Haya hacia principios de 1692. En ese momento fue nombrado por el Elector de Baviera como enviado extraordinario para dar las gracias por el nombramiento de Maximiliano como gobernador de los Países Bajos españoles, así como para pedir subsidios y refuerzos para cumplir su misión. Emprendió el viaje pasando por Londres, donde sería recibido en el palacio de Kensington por Jacobo II de Inglaterra hacia principios de febrero de 1692. Pasó en Inglaterra unas tres semanas.
Llegaría a Madrid el 20 de marzo de 1692. En Madrid, el Elector de Baviera contaba ya con un enviado residente, el barón de Lancier que quedó a las órdenes de Baumgarter. Volvería a Bruselas, donde Maximiliano II residía como gobernador de los Países Bajos hacia finales de 1692. En marzo de 1693 fue enviado de nuevo a Madrid por el Elector, tras haber permitido a Baumgarter volver a sus tierras. La idea del Elector era que Lancier se retirara de Madrid para no contar con dos enviados en la corte, lo que suponía un gasto superfluo. Como en la ocasión anterior, el viaje se realizó vía Inglaterra. Llegó a la ciudad costera inglesa de Harwich hacia 25 de junio de 1693, habiendo sido en la travesía atacado por corsarios. Viajó con su hijo Maximiliano. Llegarían a Madrid el 26 de julio. El 7 de septiembre sería recibido en audiencia pública por Carlos II y su esposa, la reina Mariana de Neoburgo. Durante su estancia en la corte, fue uno de los puntales de la facción bávara representada por la reina madre, Mariana, y que defendía la sucesión de Carlos II en su bisnieto José Fernando de Baviera, hijo de su fallecida nieta María Antonia de Austria. 
En este cargo tuvo un activo papel en las conversaciones sobre la sucesión de Carlos II, representando los intereses del Elector de Baviera. Baumgarten apreciaba especialmente las dotes de la mujer de Lancier, frente a las de este último. Ambos personajes, Lancier y Baumgarten permanecerían en Madrid hasta principios de 1697, cuando volvieron a Alemania. El barón Bertier fue enviado a Madrid para sucederles como enviado de Maximiliano II.
En la corte del elector de Baviera, llegaría a ostentar el cargo de mayor importancia, Obersthofmeister, de la segunda mujer de este, Teresa Cunegunda.

### Individuales
1. 1 2  Baviera, príncipe Adalberto de; Maura Gamazo, Gabriel (1927). «Documentos referentes a las postrimerías de la Casa de Austria en España. [1692]. (Continuación)...». Boletín de la Real Academia de la Historia. Documentos inéditos referentes a las postrimerías de la Casa de Austria en España. 91: 23-24.
2. ↑  Baviera, príncipe Adalberto de; Maura Gamazo, Gabriel (1927). «Documentos referentes a las postrimerías de la Casa de Austria en España. [1692]. (Continuación)...». Boletín de la Real Academia de la Historia. Documentos inéditos referentes a las postrimerías de la Casa de Austria en España. 91: 27.
3. 1 2  Baviera, príncipe Adalberto de; Maura Gamazo, Gabriel (1927). «Documentos referentes a las postrimerías de la Casa de Austria en España. [1692]. (Continuación)...». Boletín de la Real Academia de la Historia. Documentos inéditos referentes a las postrimerías de la Casa de Austria en España. 91: 51.
4. ↑  Baviera, príncipe Adalberto de; Maura Gamazo, Gabriel (1927). «Documentos referentes a las postrimerías de la Casa de Austria en España. [1692]. (Continuación)...». Boletín de la Real Academia de la Historia. Documentos inéditos referentes a las postrimerías de la Casa de Austria en España. 91: 22.
5. ↑  «La Haya, 25 de Noviembre de 1692.- Nuestros Señores, los Estados de Holanda y de Westfrisa se han separado, pero se juntarán en quince días. Apresamiento del tambor mayor de un regimiento que hizo la llamada sin orden del Gobernador de Namur. El príncipe Gustavo de Suecia ha enviado orden para que se aplique un día de ayuno y oración por la recuperación de su salud. Llegada del Enviado a la Corte de España del Duque Elector de Baviera.». Gazeta de Madrid (47) (La Haya). 23 de diciembre de 1692. p. 519.
6. ↑  Baviera, príncipe Adalberto de; Maura Gamazo, Gabriel (1928). «Documentos referentes a las postrimerías de la Casa de Austria en España. [1693]. (Continuación)...». Boletín de la Real Academia de la Historia. Documentos inéditos referentes a las postrimerías de la Casa de Austria en España. 92: 64, 68 y 80.
7. ↑  Baviera, príncipe Adalberto de; Maura Gamazo, Gabriel (1928). «Documentos referentes a las postrimerías de la Casa de Austria en España. [1693]. (Continuación)...». Boletín de la Real Academia de la Historia. Documentos inéditos referentes a las postrimerías de la Casa de Austria en España. 92: 86-87.
8. ↑  Baviera, príncipe Adalberto de; Maura Gamazo, Gabriel (1928). «Documentos referentes a las postrimerías de la Casa de Austria en España. [1693]. (Continuación)...». Boletín de la Real Academia de la Historia. Documentos inéditos referentes a las postrimerías de la Casa de Austria en España. 92: 100.
9. ↑  Baviera, príncipe Adalberto de; Maura Gamazo, Gabriel (1928). «Documentos referentes a las postrimerías de la Casa de Austria en España. [1693]. (Continuación)...». Boletín de la Real Academia de la Historia. Documentos inéditos referentes a las postrimerías de la Casa de Austria en España. 92: 116.
10. ↑  Martínez López, 2022, p. 6.
11. ↑  Martínez López, 2022, p. 12.